# Palais Paranaguá
Le palais Paranaguá est un édifice brésilien situé à Ilhéus, dans l'État de Bahia. Il abrite un musée de l'histoire de la ville.

## Histoire
Il est construit en 1907 dans un style néoclassique, à l'emplacement d'un ancien collège jésuite, pour abriter l'hôtel de ville. Il porte le nom du marquis de Paranaguá, homme politique et gouverneur de Bahia en 1881.
En 2015, les services municipaux sont transférés dans un autre bâtiment et le palais devient le musée historique de la ville.

## Sources
- (pt) « Aos 108 anos, Palácio Paranaguá será transformado em Museu da Capitani », sur le site officiel de la ville.